# Le Bosc-Renoult
Le Bosc-Renoult és un municipi francès situat al departament de l'Orne i a la regió de Normandia. L'any 2007 tenia 232 habitants.

## Demografia

### Població
El 2007 la població de fet de Le Bosc-Renoult era de 232 persones. Hi havia 92 famílies de les quals 24 eren unipersonals (12 homes vivint sols i 12 dones vivint soles), 28 parelles sense fills, 32 parelles amb fills i 8 famílies monoparentals amb fills.
La població ha evolucionat segons el següent gràfic:
Habitants censats

### Habitatges
El 2007 hi havia 151 habitatges, 94 eren l'habitatge principal de la família, 40 eren segones residències i 17 estaven desocupats. Tots els 150 habitatges eren cases. Dels 94 habitatges principals, 79 estaven ocupats pels seus propietaris, 14 estaven llogats i ocupats pels llogaters i 1 estava cedit a títol gratuït; 1 tenia una cambra, 7 en tenien dues, 12 en tenien tres, 23 en tenien quatre i 51 en tenien cinc o més. 80 habitatges disposaven pel capbaix d'una plaça de pàrquing. A 44 habitatges hi havia un automòbil i a 45 n'hi havia dos o més.

### Piràmide de població
La piràmide de població per edats i sexe el 2009 era:
| Homes | Edats   | Dones |
| ----- | ------- | ----- |
| 0     | 95 o +  | 0     |
| 0     | 90 a 94 | 0     |
| 0     | 85 a 89 | 0     |
| 0     | 80 a 84 | 4     |
| 4     | 75 a 79 | 0     |
| 0     | 70 a 74 | 12    |
| 12    | 65 a 69 | 4     |
| 4     | 60 a 64 | 8     |
| 4     | 55 a 59 | 4     |
| 8     | 50 a 54 | 0     |
| 8     | 45 a 49 | 8     |
| 4     | 40 a 44 | 12    |
| 20    | 35 a 39 | 12    |
| 8     | 30 a 34 | 12    |
| 8     | 25 a 29 | 0     |
| 4     | 20 a 24 | 4     |
| 8     | 15 a 19 | 12    |
| 4     | 10 a 14 | 12    |
| 4     | 5 a 9   | 12    |
| 8     | 0 a 4   | 4     |

## Economia
El 2007 la població en edat de treballar era de 144 persones, 106 eren actives i 38 eren inactives. De les 106 persones actives 92 estaven ocupades (50 homes i 42 dones) i 14 estaven aturades (10 homes i 4 dones). De les 38 persones inactives 16 estaven jubilades, 9 estaven estudiant i 13 estaven classificades com a «altres inactius».

### Ingressos
El 2009 a Le Bosc-Renoult hi havia 95 unitats fiscals que integraven 247 persones, la mediana anual d'ingressos fiscals per persona era de 14.746 €.

### Activitats econòmiques
Dels 4 establiments que hi havia el 2007, 2 eren d'empreses de construcció, 1 d'una empresa de comerç i reparació d'automòbils i 1 d'una empresa immobiliària.
Dels 2 establiments de servei als particulars que hi havia el 2009, 1 era un electricista i 1 agència immobiliària.
L'any 2000 a Le Bosc-Renoult hi havia 32 explotacions agrícoles que ocupaven un total de 1.136 hectàrees.

## Poblacions més properes
El següent diagrama mostra les poblacions més properes.